# Vene del cuore
Le vene del cuore hanno il compito di drenare il sangue refluo portato al miocardio dalle arterie coronarie. Tutte sfociano nel seno coronarico, situato sulla faccia inferiore del cuore, decorrendo nel solco coronario, origina a sinistra della croce del cuore per poi oltrepassarla e sfociare direttamente nell'atrio destro, tramite la valvola del Tebesio.

## Il seno coronarico
Il "seno coronarico" è un grosso e breve vaso situato sulla faccia posteriore del cuore o faccia diaframmatica e decorre nel solco coronarico (o atrioventricolare) assieme all'arteria circonflessa.
La sua lunghezza è mediamente di 3 cm e si apre nell'atrio destro in uno spazio compreso tra il setto interatriale e la vena cava inferiore.
È dotato di una piega valvolare detta valvola di Tebesio.

## Vene cardiache
Le vene cardiache sotto elencate si portano tutte al seno coronarico.

### Vena cardiaca magna
Decorre lungo il solco longitudinale anteriore e lo percorre interamente; giunta a livello del solco coronario piega a sinistra e lo segue nella sua parte sinistra fino al seno coronarico.
Raccoglie il sangue della parte antero-superiore del setto interventricolare, del margine ottuso del cuore e dell'atrio sinistro.
Si inserisce nel seno nel suo tratto iniziale.

### Vena cardiaca media
Ha decorso rettilineo: corre sulla faccia inferiore del cuore, lungo il solco longitudinale posteriore (o solco interventricolare posteriore), che percorre interamente fino al seno coronarico. Drena il sangue della parte infero-posteriore del setto interventricolare e delle parti più mediali della faccia inferiore del cuore, più a destra che a sinistra.

### Vena cardiaca parva
È piccola e incostante, origina dal margine acuto e corre nel solco coronario di destra e lo percorre fino al seno coronarico. Drena il sangue dell'atrio e di parte del ventricolo destro.

### Vena del margine ottuso
Percorre il tragitto dell'arteria omonima lungo il margine ottuso del cuore fino al seno coronarico. Drena parte del sangue dell'atrio e del ventricolo sinistro.

### Vena obliqua dell'atrio sinistro (o vena di Marshall)
Origina Dallo sbocco delle vene polmonari e da qui scende per giungere al seno.

### Vena posteriore del ventricolo sinistro
Origina dalla faccia diaframmatica del cuore solitamente divisa in più rami per poi confluire nel seno.

## Eccezioni
Come già detto la maggior parte delle vene cardiache confluiscono al seno coronarico per entrare nell'atrio di destra. Questo non vale per le vene sotto elencate.

### Vena piccola coronaria di Galeno
Spesso tributaria della vena parva, sbocca direttamente nell'atrio destro e fa parte di un gruppo di vene anteriori (3 o 4) che mantengono la caratteristica di non sfociare direttamente nel seno coronarico.

### Vene Minime di Tebesio
Si tratta di venule che raccolgono il sangue da limitati distretti del miocardio e si aprono tramite piccoli orifizi nella cavità cardiaca più vicina . Più numerose in corrispondenza dell'atrio di destra.